# Vanilla Ice

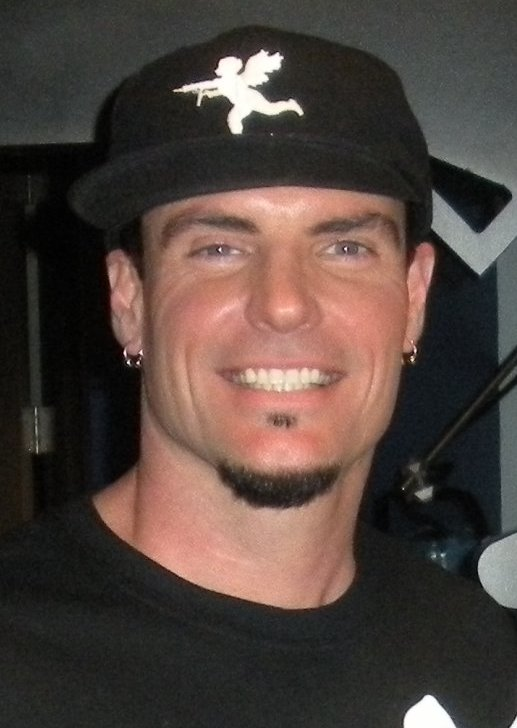
Vanilla Ice (2010)

Vanilla Ice, bürgerlich Robert Matthew Van Winkle (* 31. Oktober 1967 in Dallas, Texas), ist ein US-amerikanischer Rapper und einer der ersten weißen Rap-Musiker mit kommerziellem Erfolg.

## Karriere
Der Durchbruch gelang ihm 1990 mit der Single „Ice Ice Baby“, die sowohl in den USA als auch in Großbritannien die Spitze der Charts erreichte. Dieser Titel basiert auf einem Sample aus dem Song „Under Pressure“, aufgenommen von Queen und David Bowie. Sein 1989 erschienenes Debütalbum Hooked wurde daraufhin unter dem Namen To the Extreme ein Jahr später erneut veröffentlicht und belegte 16 Wochen lang Platz 1 in den Billboard-Charts. Die Single „Ice Ice Baby“ erreichte in den USA Platin für eine Million verkaufte Exemplare, das Album sogar 7-fach-Platin. Auch mit der zweiten Single, der auf dem gleichnamigen Hit von Wild Cherry basierenden „Play That Funky Music“ gelang ihm ein weiterer Erfolg. Zu dem damaligen Zeitpunkt war er damit der erfolgreichste Rapper.
Seine Plattenfirma verbreitete jedoch falsche Angaben über seine Vergangenheit, wodurch Vanilla Ice in der Szene an Glaubwürdigkeit verlor. Andere Künstler des Genres, wie beispielsweise Eminem, machten sich über ihn lustig. Im Rahmen der US-amerikanischen Comedy-Sendung In Living Color entstand ein sarkastisches Musikvideo, in dem Jim Carrey unter dem Titel „White, White Baby“ Vanilla Ice und seinen Tophit parodiert.
1991 brachte Vanilla Ice seinen Film Cool as Ice in die Kinos. 1996 nahm er mit der Bloodhound Gang den Song Boom auf.
Im Jahre 2001 wurde seine Erfolgsnummer „Ice Ice Baby“ von Reanimator neu aufgenommen und erzielte kleinere Verkaufserfolge. Im März 2007 wurde der Song unter „Reanimator feat. Big Daddi & Vanilla Ice“ in Europa erneut mit einigen Remixen aus dem Electro- und Hip-Hop-Bereich veröffentlicht.
Zwischenzeitlich nannte sich Vanilla Ice nur noch V-Ice, damit er nach eigener Aussage nicht mehr nur mit seinem einzigen bekannten Song in Verbindung gebracht wurde. Das im Jahr 2005 erschienene Album Platinum Underground wurde jedoch wieder unter seinem bekannteren Künstlernamen Vanilla Ice veröffentlicht und zeigt eine deutliche Stiländerung. Neben einer neuen Version von „Ice Ice Baby“ sind auch viele Songs im Crossover-Stil darauf mit E-Gitarren und elektronischen Effekten.
2010 kehrte er noch einmal mit seinem großen Hit in die britischen Charts zurück, als die irischen Zwillinge von Jedward das Lied in der Castingshow The X Factor sangen und später eine Aufnahme mit ihm zusammen als Single veröffentlichten. In Irland erreichten sie Platz 1, in den UK-Charts kamen sie auf Platz 2.
Seit 2010 ist er in seiner Heimwerker- und Haussanierungssendung The Vanilla Ice Project zu sehen.
2011 nahm er an der sechsten Staffel der britischen Eiskunstlaufshow Dancing on Ice teil. 2012 spielte er sich selbst in einer erweiterten Nebenrolle in Der Chaos-Dad neben Adam Sandler sowie 2020 in der Liebeskomödie The Wrong Missy.
Für das 2023 erschienene Videospiel Crime Boss: Rockay City sprach Vanilla Ice den Charakter Hielo ein.

## Diskografie

### Studioalben
| Jahr | Titel                               | Höchstplatzierung, Gesamtwochen, AuszeichnungChartplatzierungen (Jahr, Titel, Platzierungen, Wochen, Auszeichnungen, Anmerkungen) | Höchstplatzierung, Gesamtwochen, AuszeichnungChartplatzierungen (Jahr, Titel, Platzierungen, Wochen, Auszeichnungen, Anmerkungen) | Höchstplatzierung, Gesamtwochen, AuszeichnungChartplatzierungen (Jahr, Titel, Platzierungen, Wochen, Auszeichnungen, Anmerkungen) | Höchstplatzierung, Gesamtwochen, AuszeichnungChartplatzierungen (Jahr, Titel, Platzierungen, Wochen, Auszeichnungen, Anmerkungen) | Höchstplatzierung, Gesamtwochen, AuszeichnungChartplatzierungen (Jahr, Titel, Platzierungen, Wochen, Auszeichnungen, Anmerkungen) | Höchstplatzierung, Gesamtwochen, AuszeichnungChartplatzierungen (Jahr, Titel, Platzierungen, Wochen, Auszeichnungen, Anmerkungen) | Anmerkungen                                                   |
| Jahr | Titel                               | DE | AT | CH | UK | US | R&B | Anmerkungen                                                   |
| ---- | ----------------------------------- | --- | --- | --- | --- | --- | --- | ------------------------------------------------------------- |
| 1990 | To the Extreme                      | DE13 (24 Wo.)DE | AT8 (12 Wo.)AT | CH6 Gold · (17 Wo.)CH | UK4 Platin · (20 Wo.)UK | US1 ×7Siebenfachplatin · (67 Wo.)US                                                                                               | R&B6 (39 Wo.)R&B | Erstveröffentlichung: 3. September 1990 Verkäufe: + 8.065.000 |
| 1994 | Mind Blowin’                        | — | — | — | — | — | — | Erstveröffentlichung: 22. März 1994                           |
| 1998 | Hard to Swallow                     | — | — | — | — | — | — | Erstveröffentlichung: 20. Oktober 1998                        |
| 2001 | Bi-Polar                            | — | — | — | — | — | — | Erstveröffentlichung: 23. Oktober 2001                        |
| 2005 | Platinum Underground                | — | — | — | — | — | — | Erstveröffentlichung: 16. August 2005                         |
| 2011 | W.T.F. (Wisdom, Tenacity and Focus) | — | — | — | — | — | — | Erstveröffentlichung: 30. August 2011                         |

### Livealben
| Jahr | Titel          | Höchstplatzierung, Gesamtwochen, AuszeichnungChartplatzierungen (Jahr, Titel, Platzierungen, Wochen, Auszeichnungen, Anmerkungen) | Höchstplatzierung, Gesamtwochen, AuszeichnungChartplatzierungen (Jahr, Titel, Platzierungen, Wochen, Auszeichnungen, Anmerkungen) | Höchstplatzierung, Gesamtwochen, AuszeichnungChartplatzierungen (Jahr, Titel, Platzierungen, Wochen, Auszeichnungen, Anmerkungen) | Anmerkungen                                            |
| Jahr | Titel          | DE | UK | US | Anmerkungen                                            |
| ---- | -------------- | --- | --- | --- | ------------------------------------------------------ |
| 1991 | Extremely Live | DE49 (8 Wo.)DE | UK35 (3 Wo.)UK | US30 Gold · (30 Wo.)US | Erstveröffentlichung: 6. März 1991 Verkäufe: + 550.000 |

### Kompilationen
- 1998: Back 2 Back Hits (mit MC Hammer)
- 1999: The Best of Vanilla Ice

### Remixalben
- 2008: Vanilla Ice Is Back!

### Singles
| Jahr | Titel Album                                                | Höchstplatzierung, Gesamtwochen, AuszeichnungChartplatzierungen (Jahr, Titel, Album, Platzierungen, Wochen, Auszeichnungen, Anmerkungen) | Höchstplatzierung, Gesamtwochen, AuszeichnungChartplatzierungen (Jahr, Titel, Album, Platzierungen, Wochen, Auszeichnungen, Anmerkungen) | Höchstplatzierung, Gesamtwochen, AuszeichnungChartplatzierungen (Jahr, Titel, Album, Platzierungen, Wochen, Auszeichnungen, Anmerkungen) | Höchstplatzierung, Gesamtwochen, AuszeichnungChartplatzierungen (Jahr, Titel, Album, Platzierungen, Wochen, Auszeichnungen, Anmerkungen) | Höchstplatzierung, Gesamtwochen, AuszeichnungChartplatzierungen (Jahr, Titel, Album, Platzierungen, Wochen, Auszeichnungen, Anmerkungen) | Höchstplatzierung, Gesamtwochen, AuszeichnungChartplatzierungen (Jahr, Titel, Album, Platzierungen, Wochen, Auszeichnungen, Anmerkungen) | Anmerkungen                                                        |
| Jahr | Titel Album                                                | DE | AT | CH | UK | US | R&B | Anmerkungen                                                        |
| ---- | ---------------------------------------------------------- | --- | --- | --- | --- | --- | --- | ------------------------------------------------------------------ |
| 1990 | Ice Ice Baby To the Extreme                                | DE2 Gold · (24 Wo.)DE | AT3 Gold · (16 Wo.)AT | CH2 (19 Wo.)CH | UK1 Platin · (15 Wo.)UK | US1 Platin (Physisch) + Gold (Digital) · (21 Wo.)US                                                                                      | R&B6 (18 Wo.)R&B | Erstveröffentlichung: 22. August 1990 Verkäufe: + 2.680.000        |
| 1990 | Play That Funky Music To the Extreme                       | DE19 (12 Wo.)DE | AT19 (6 Wo.)AT | CH14 (7 Wo.)CH | UK10 (6 Wo.)UK | US4 Gold · (17 Wo.)US | R&B22 (14 Wo.)R&B | Erstveröffentlichung: 19. November 1990 Verkäufe: + 500.000        |
| 1991 | I Love You To the Extreme                                  | DE65 (5 Wo.)DE | — | — | UK45 (5 Wo.)UK | US52 (7 Wo.)US | — | Erstveröffentlichung: 14. Februar 1991                             |
| 1991 | Rollin’ in My 5.0 (Live) Extremely Live                    | DE70 (1 Wo.)DE | — | — | UK27 (4 Wo.)UK | — | — | Erstveröffentlichung: 1. März 1991                                 |
| 1991 | Satisfaction (Live) Extremely Live                         | DE41 (3 Wo.)DE | — | — | UK22 (4 Wo.)UK | — | — | Erstveröffentlichung: 29. Juli 1991                                |
| 1991 | Cool as Ice (Everybody Get Loose) Cool as Ice (Soundtrack) | — | — | — | — | US81 (4 Wo.)US | — | Erstveröffentlichung: 30. September 1991 feat. Naomi Campbell      |
| 2000 | Ice Ice Baby 2001 –                                        | DE45 (9 Wo.)DE | — | — | — | — | — | Erstveröffentlichung: 2. Oktober 2000 ReAnimator feat. Vanilla Ice |
| 2010 | Under Pressure (Ice Ice Baby) Planet Jedward               | — | — | — | UK2 (10 Wo.)UK | — | — | Erstveröffentlichung: 1. Februar 2010 Jedward feat. Vanilla Ice    |

Weitere Singles
- 1991: Road to My Riches
- 1991: Hooked
- 1991: Ninja Rap
- 1994: Roll ’Em Up
- 1994: The Wrath
- 1995: Get Loose
- 1998: Too Cold
- 1999: S.N.A.F.U. (feat. Jimmy Pop)
- 2001: Nothing Is Real
- 2002: Get Your Ass Up (feat. Pearla)
- 2002: Tha Weed Song (feat. Rahan)
- 2002: Hot Sex
- 2002: Elvis Killed Kennedy (feat. Chuck D und Rahan)
- 2005: Survivor
- 2006: Tell Me Why (feat. Gemini und Zeno)
- 2007: Ninja Rap 2
- 2008: Ice Ice Baby 2008
- 2008: Ice Ice Baby 2008 (ReAnimator feat. Big Daddi und Vanilla Ice)
- 2010: Turn It Up
- 2010: Born On Halloween (feat. Insane Clown Posse)
- 2011: Jump Around
- 2011: Ice Ice Baby (MattyB feat. Vanilla Ice)
- 2012: Ice Ice Baby (Zumba Remix)

### Videoalben
- 1990: Play That Funky Music White Boy (US: ×2Doppelplatin )
- 1991: Ninja Rap

## Auszeichnungen für Musikverkäufe
| Goldene Schallplatte - Kanada - 1990: für die Single Ice Ice Baby - 1991: für das Videoalbum Play That Funky Music White Boy - 1991: für das Album Extremely Live - Schweden - 1990: für die Single Ice Ice Baby - Spanien - 1991: für das Album To The Extreme Platin-Schallplatte - Australien - 1991: für das Album To The Extreme - 1991: für die Single Ice Ice Baby - Neuseeland - 1991: für das Album To The Extreme - Niederlande - 1991: für die Single Ice Ice Baby | 2× Platin-Schallplatte - Neuseeland - 2023: für die Single Ice Ice Baby 6× Platin-Schallplatte - Kanada - 1991: für das Album To The Extreme |

Anmerkung: Auszeichnungen in Ländern aus den Charttabellen bzw. Chartboxen sind in ebendiesen zu finden.
| Land/RegionAuszeichnungen für Musikverkäufe (Land/Region, Auszeichnungen, Verkäufe, Quellen) | Gold       | Platin       | Verkäufe  | Quellen              |
| -------------------------------------------------------------------------------------------- | ---------- | ------------ | --------- | -------------------- |
| Australien (ARIA)                                                                            | —          | 2× Platin2   | 140.000   | aria.com.au          |
| Deutschland (BVMI)                                                                           | Gold1      | —            | 250.000   | musikindustrie.de    |
| Kanada (MC)                                                                                  | 3× Gold3   | 6× Platin6   | 705.000   | musiccanada.com      |
| Neuseeland (RMNZ)                                                                            | —          | 3× Platin3   | 75.000    | radioscope.co.nz     |
| Niederlande (NVPI)                                                                           | —          | Platin1      | 100.000   | nvpi.nl              |
| Österreich (IFPI)                                                                            | Gold1      | —            | 25.000    | ifpi.at              |
| Schweden (IFPI)                                                                              | Gold1      | —            | 25.000    | sverigetopplistan.se |
| Schweiz (IFPI)                                                                               | Gold1      | —            | 25.000    | hitparade.ch         |
| Spanien (Promusicae)                                                                         | Gold1      | —            | 50.000    | mediafire.com        |
| Vereinigte Staaten (RIAA)                                                                    | 3× Gold3   | 10× Platin10 | 9.700.000 | riaa.com             |
| Vereinigtes Königreich (BPI)                                                                 | —          | 2× Platin2   | 900.000   | bpi.co.uk            |
| Insgesamt                                                                                    | 11× Gold11 | 24× Platin24 |           |                      |

## Filmauftritte
- 1991: Cool as Ice
- 1991: Turtles II – Das Geheimnis des Ooze (Teenage Mutant Ninja Turtles II: The Secret of the Ooze)
- 2002: The New Guy
- 2012: Der Chaos-Dad (That’s My Boy)
- 2015: Die lächerlichen Sechs (The Ridiculous 6)
- 2017: Sandy Wexler
- 2020: The Wrong Missy

## Auszeichnungen
- 1992: Goldene Himbeere: Nominierung als schlechtester Schauspieler in Cool as Ice
- 1992: Goldene Himbeere als schlechtester Newcomer in Cool as Ice
- 1992: Goldene Himbeere: Nominierung für den schlechtesten Song in Cool as Ice
- 2013: Goldene Himbeere: Nominierung als schlechtester Nebendarsteller in Der Chaos-Dad